# Salem (Montserrat)
Salem – miejscowość na wyspie Montserrat (Karaiby). Populacja liczy 680 mieszkańców